# Somos Uno (ONG)
Somos Uno es una ONG que en colaboración con Jess Foundation lucha contra la proliferación de la prostitución infantil en Tailandia. Los fondos recaudados por la organización se destinan íntegramente a becar los estudios de las niñas susceptibles de caer en las redes de prostitución infantil.

## Historia
La ONG fue fundada por el escritor José Luis Olaizola, tras visitar el país y conocer de primera mano la situación de algunas de estas niñas esclavas. Allí conoció a la profesora Rasami Krisanamis (budista y traductora al tailandés de alguna de las obras del escritor) y al jesuita Alfonso de Juan, quienes ya llevaba una larga temporada desarrollando labores humanitarias en el país.

## Beca de estudios
Las becas de estudios que se conceden a las niñas son de 100 euros anuales. En palabras de su fundador: 

Con esta ínfima cantidad se cubre todo un año de escolaridad, incluido vestuario, alimentación, material escolar y todo lo que precisa el ser humano para que no le obliguen a perder la dignidad.

Con esto se consigue que las niñas aprendan el tailandés (la mayoría procede de entornos rurales donde se hablan dialectos), una educación útil, un oficio (costureras en la mayoría de los casos) e incluso a veces llegar a la universidad, donde suelen acceder a becas del estado.

## Ámbito de trabajo
Su labor se extiende por todo el territorio de Tailandia, aunque las niñas que se benefician de las becas suelen proceder de entornos rurales y más pobres, como las montañas del Norte y la frontera con Camboya.

## Premios
Desde su fundación, la ONG ha recibido diversos premios:
- Segundo Premio Telva a la solidaridad 2008
- Premio SOLIDARIUN 2008[1]